# USS Bennington (CV-20)
El USS Bennington (CV/CVA/CVS-20) fue uno de los 24 portaaviones de la clase Essex construidos durante la Segunda Guerra Mundial para la Armada de Estados Unidos. Fue el segundo buque de la Armada en ser nombrado en honor de la batalla de Bennington que tuvo lugar durante la  la guerra de independencia estadounidense. El USS Bennington entró en servicio en agosto de 1944, y sirviendo en varias de las campañas que tuvieron lugar en el Teatro de Operaciones del Pacífico, ganando tres estrellas de batalla. Fue dado de baja poco después del final de la guerra, fue modernizado y recomisionado a principios de 1950 como un portaaviones de ataque (CVA), y luego con el tiempo se convirtió en un portaaviones antisubmarino (CVS). En su segunda carrera, pasó la mayor parte de su tiempo en el Pacífico, ganando cinco estrellas de servicio durante la guerra de Vietnam. Sirvió como el buque de recuperación en la misión espacial Apolo 4.
Fue dado de baja en 1970, y vendido como chatarra en 1994.

### Buques de la clase
• USS Essex (CV-9)
• USS Yorktown (CV-10)
• USS Intrepid (CV-11)
• USS Hornet (CV-12)
• USS Franklin (CV-13)
• USS Ticonderoga (CV-14)
• USS Randolph (CV-15)
• USS Lexington (CV-16)
• USS Bunker Hill (CV-17)
•USS Wasp (CV-18)
 •USS Hancock (CV-19)
•  USS Boxer (CV-21)
• USS Bon Homme Richard (CV-31)
• USS Leyte (CV-32)
• USS Kearsarge (CV-33)
• USS Oriskany (CV-34)
• USS Antietam (CV-36)
• USS Princeton (CV-37)
• USS Shangri-La (CV-38)
• USS Lake Champlain (CV-39)
• USS Tarawa (CV-40)
• USS Valley Forge (CV-45)
• USS Philippine Sea (CV-47)

### Listas relacionadas
• Portaaviones de Estados Unidos
• Portaaviones por país